# Pièces en euro de la Slovénie

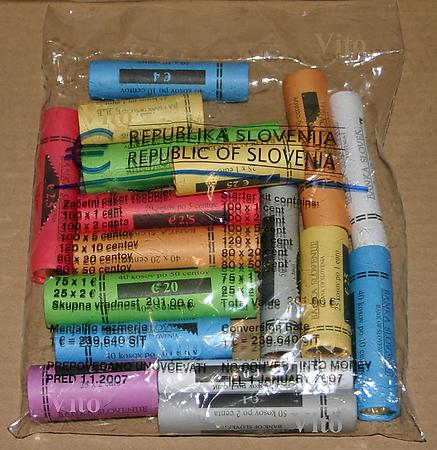
Rouleaux de pièces slovènes.

Les pièces en euro de la Slovénie sont les pièces de monnaie en euro émises par la Slovénie. Dans la pratique, elles sont frappées par les ateliers monétaires de différents pays de la zone euro. L'euro a virtuellement remplacé l'ancienne monnaie nationale, le tolar, le 28 juin 2004 lors de l'entrée dans le MCE II, au taux de conversion de 1 euro = 239,640 tolar et la Slovénie est entrée dans la zone euro le 1er janvier 2007. Les pièces en euro slovènes ont cours légal dans la zone depuis cette date.

## Description

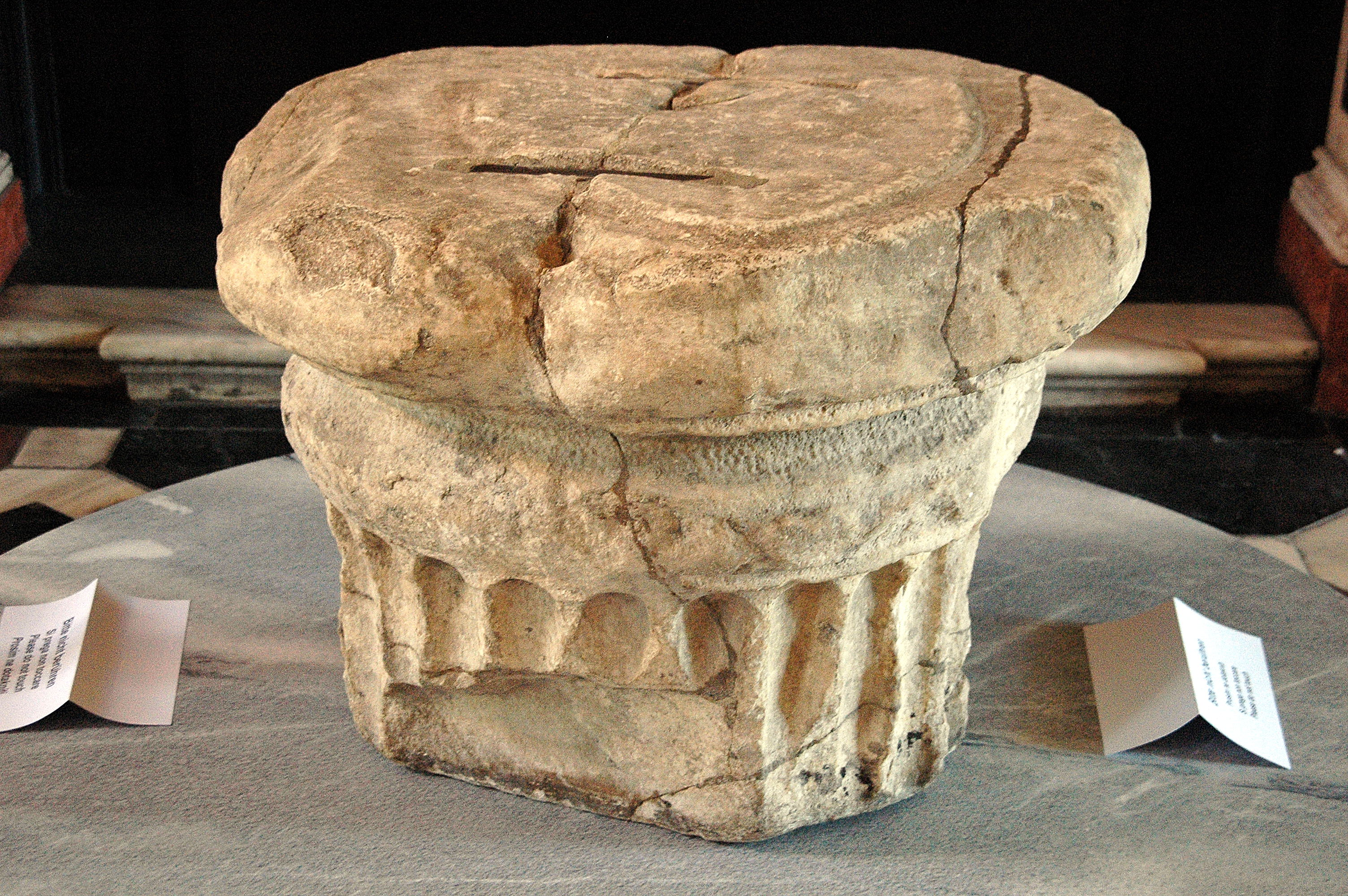
La Pierre du Prince, symbole de l'ancien duché de Carinthie, conservée à la maison du Land de Carinthie à Klagenfurt.

Le ministère des finances de la Slovénie a décidé de différencier chacune des pièces par une effigie différente. Toutes les illustrations proviennent de trois dessinateurs slovènes qui ont été sélectionnés à la suite du « Concours national pour l'établissement des pièces slovènes en euro », auquel pouvait participer toute personne de nationalité slovène ou vivant en Slovénie depuis au moins 18 mois et ayant plus de 12 ans.
Le dessin de ces pièces a été annoncé le 16 octobre 2005 et elles ont été créées par les artistes Miljenko Licul (sl), Maja Licul (d) et Janez Boljka (sl). Comme toutes les pièces d'euro, les pièces slovènes possèdent une face revers commune avec celles des autres pays de la zone euro, qui indique leur valeur faciale, et une face avers spécifique.
La pièce de 1 centime représente la cigogne, animal fétiche qui figurait déjà sur les pièces slovènes de 20 tolars (une manière de faire le lien entre l'ancien et le nouveau système monétaire).
La pièce de 2 centimes représente la « Pierre du Prince ». Cette pierre est une partie de colonne provenant d'un temple romain sur laquelle, au Moyen Âge, les armoiries du duché de Carinthie furent gravées. Elle jouait un rôle important lors des cérémonies de couronnement du prince, puis du duc de Carinthie. Cette pièce a été objet de discorde entre les gouvernements slovène et autrichien parce que l'Autriche considère que, comme la Carinthie est actuellement un Land autonome autrichien, la Slovénie ne doit pas y faire explicitement référence.[réf. nécessaire]
La pièce de 5 centimes représente Le Semeur, issu d'un tableau du peintre Ivan Grohar, semant des étoiles.
La pièce de 10 centimes représente la « Cathédrale de la Liberté », projet de bâtiment destiné à abriter le Parlement slovène présenté par l'architecte slovène Joze Plecnik (1872-1957).

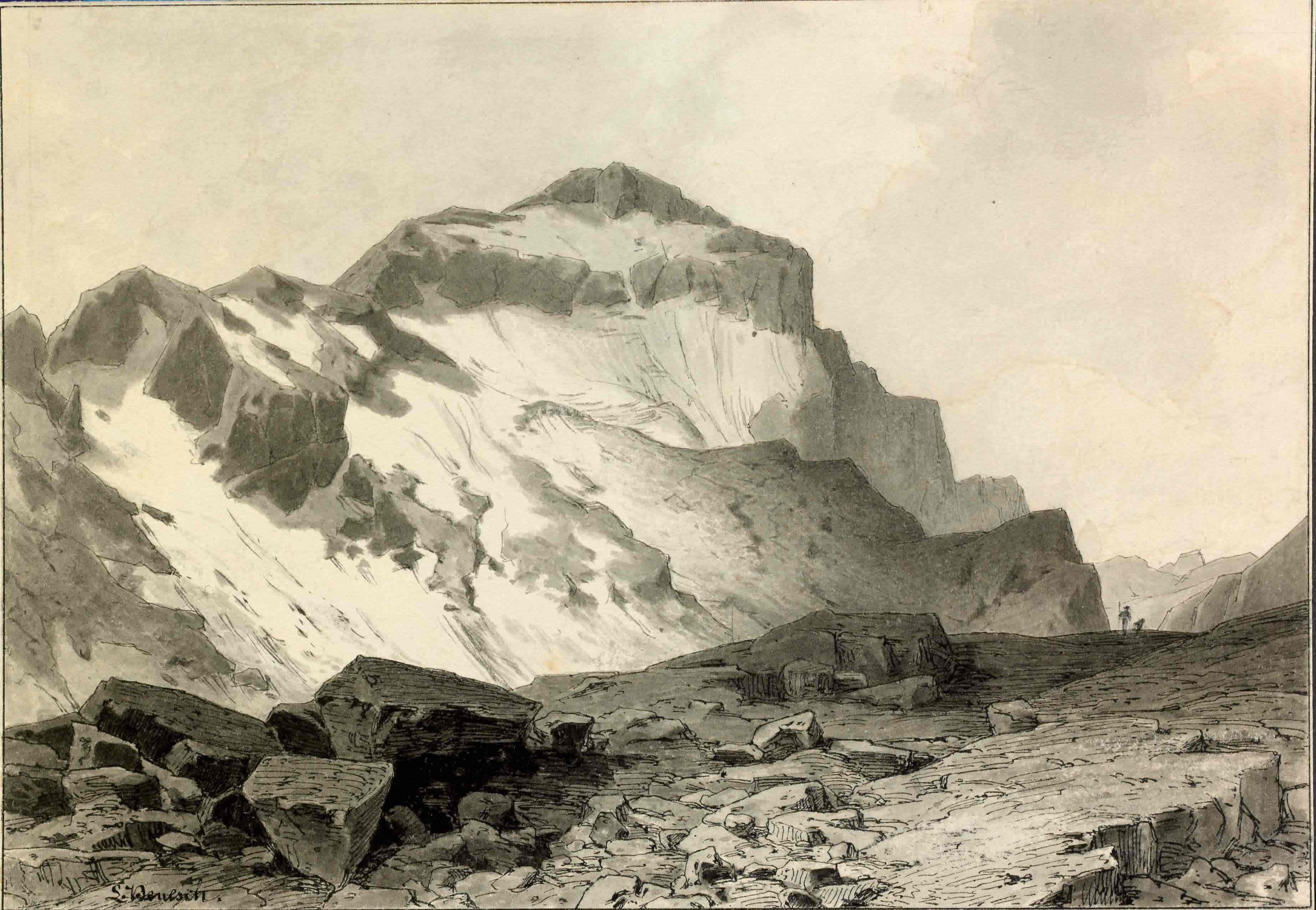
Le mont Triglav, gravure de, v. 1880-1900.

La pièce de 20 centimes représente un couple de lipizzans, ces célèbres chevaux blancs dont le nom est surtout associé à l'École espagnole de Vienne, la plus ancienne académie équestre au monde. Leur nom vient de Lipica, petit village slovène situé près de Trieste.
La pièce de 50 centimes représente le mont Triglav (2 864 mètres), plus haut sommet des Alpes slovènes. Cette pièce est ici associée à la constellation du Cancer, signe zodiacal sous lequel la Slovénie acquit son indépendance.

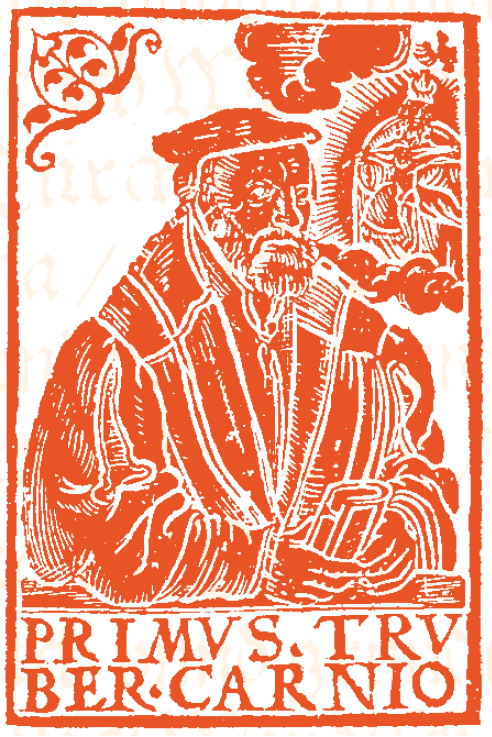
Primož Trubar, gravure du Nouveau Testament traduit en slovène, 1561.

La pièce de 1 euro représente Primož Trubar (1508-1586). Protestant, il est à la fois le fondateur de l'Église protestante de Slovénie et le sauveur de la langue, dans laquelle il fit imprimer les premiers ouvrages en 1550. Il en publia près de 25, dont une traduction du Nouveau Testament.
La pièce de 2 euros représente France Prešeren (1800-1849), poète slovène. C'est la septième strophe de son poème Zdravljica qui fut retenue pour composer, en 1991, l'hymne national. Les premiers mots figurent sur la pièce sous son profil.
Ces pièces ont été mises en circulation le 1er janvier 2007 mais, comme pour tous les autres membres (les 12 plus Monaco, le Vatican et Saint-Marin), des kits euro de démarrage ont été fabriqués contenant chacun la valeur de 12,52 € soit 44 pièces : 8 pièces de 0,01 €, 7 pièces de 0,02 €, 6 pièces de 0,05 €, 6 pièces de 0,10 €, 7 pièces de 0,20 €, 4 pièces de 0,50 €, 4 pièces de 1,00 € et 2 pièces de 2,00 €. La valeur du kit euro de démarrage slovène est donc de 3 000.00 SIT (Tolar).
La Slovénie ne frappe pas ses propres pièces : en 2007, elles ont été produites par la Suomen Rahapaja (Monnaie de Finlande) à Helsinki et en 2008, c'est la Monnaie royale des Pays-Bas (Koninklijke Nederlandse Munt) à Utrecht qui les frappa.

## Faces nationales
| 1 centime | 2 centimes                                                                                       | 5 centimes                                                                                                  |
| --- | ------------------------------------------------------------------------------------------------ | --- |
| |                                                                                                  | |
| Une cigogne, motif emprunté à l'ancienne pièce de 20 tolars.                                                    | La pierre du Prince (en), symbole du duc de Carinthie.                                           | Le Semeur, peinture d'Ivan Grohar, semant des étoiles.                                                      |
| 10 centimes | 20 centimes                                                                                      | 50 centimes                                                                                                 |
| |                                                                                                  | |
| Un projet de Plečnik pour le parlement slovène et une inscription Katedrala svobode (cathédrale de la liberté). | Deux chevaux lipizzans.                                                                          | Le mont Triglav, la constellation du Cancer et l'inscription « Oj Triglav moj dom » (Ô Triglav, ma maison). |
| 1 euro | 2 euros                                                                                          | Gravure sur la tranche (2 euros)                                                                            |
| |                                                                                                  | |
| Primož Trubar et l'inscription « Stati inu obstati » (tenir et se tenir).                                       | France Prešeren et la première ligne de la 7e strophe de la Zdravljica (hymne national slovène). | Sur la tranche figure l'inscription S L O V E N I J A.                                                      |

## Polémiques
Les chevaux lipizzans sur la pièce de 20 centimes sont des chevaux originaires de Slovénie, mais c'est surtout à l'École espagnole de Vienne, en Autriche, que la race est la plus représentée, devant à la célèbre école d'équitation sa survie et sa renommée. La présentation de ce projet de pièce a donc été mal accueillie en Autriche.
La pierre du Prince (en), sur la pièce de 2 centimes, est le chapiteau d'une colonne romaine sur laquelle sont gravées les armoiries du duc de Carinthie. Cette pierre est conservée à Klagenfurt, capitale du Land de Carinthie, en Autriche, où elle est considérée comme un symbole national. Le 25 octobre 2005, l'État, alors gouverné par Jörg Haider, émit une protestation officielle, mais cette dernière fut rejetée par le ministre des affaires étrangères slovène, Dimitrij Rupel, qui la qualifia de « peu sérieuse ». Toutefois, la pierre, qui était exposée depuis 1905 au Musée d'État de Carinthie, fut transférée en 2006 par le gouverneur Haider dans la Salle héraldique du Landhaus de Klagenfurt.

## Pièces commémoratives de 2 euros
La Slovénie émet chaque année au moins une pièce commémorative de 2 € depuis 2007, année de son entrée dans la zone euro.

### De 2007 à 2009
| 2007                               | |                |
| 50e anniversaire du traité de Rome | |                |
|                                    | Tous les pays de la zone euro, dont la Slovénie, ont émis le 25 mars 2007 une pièce commémorative de 2 € pour célébrer le 50e anniversaire du traité de Rome. Le centre de la pièce représente le traité signé par les six États membres fondateurs devant un arrière-plan évoquant le dallage, dessiné par Michel-Ange, de la place du Capitole, à Rome, où le traité a été signé le 25 mars 1957. Le mot EVROPA (Europe) figure au-dessus du livre. La légende RIMSKA POGODBA (Traité de Rome) et 50 LET (50 ans) est inscrite au-dessus du dessin. Le millésime 2007 et le nom du pays émetteur SLOVENIJA sont inscrits sous le dessin. L'anneau externe de la pièce comporte les douze étoiles du drapeau européen. |                |
| Graveur :                          | \| Gravure sur la tranche : \| Date : \| Tirage : \| \| \| 25 mars 2007 \| 400 000 pièces \| |                |
| Gravure sur la tranche :           | Date : | Tirage :       |
|                                    | 25 mars 2007 | 400 000 pièces |

| 2008                                                                              | |                     |
| 500e anniversaire de la naissance du réformateur protestant slovène Primož Trubar | |                     |
|                                                                                   | L'effigie de Primož Trubar de profil tournée vers la gauche. À gauche, en deux demi-cercles, les inscriptions PRIMOŽ TRUBAR et 1508-1586. En bas à droite, en demi-cercle, le nom du pays émetteur SLOVENIJA et le millésime 2008. L'anneau externe de la pièce comporte les douze étoiles du drapeau européen. |                     |
| Graveur : Miljenko Licul (sl) Maja Licul                                          | \| Gravure sur la tranche : \| Date : \| Tirage : \| \| \| Mai 2008 \| 1 million de pièces \| |                     |
| Gravure sur la tranche :                                                          | Date : | Tirage :            |
|                                                                                   | Mai 2008 | 1 million de pièces |

| 2009                                                | |                     |
| 10e anniversaire de l'Union économique et monétaire | |                     |
|                                                     | Tous les pays de la zone euro ont émis le 1er janvier une pièce commémorative de 2 € pour célébrer le 10e anniversaire de l'Union économique et monétaire. Le centre de la pièce illustre une silhouette humaine stylisée dont le bras gauche est prolongé par le symbole de l'euro. Le nom du pays émetteur SLOVENIJA apparaît dans la partie supérieure, tandis que l'indication 1999-2009 et l'acronyme EMU (pour Ekonomska in monetarna unija, Union économique et monétaire ou UEM) apparaissent dans la partie inférieure. L'anneau externe de la pièce représente les douze étoiles du drapeau européen. |                     |
| Graveur : Geórgios Stamatópoulos                    | \| Gravure sur la tranche : \| Date : \| Tirage : \| \| \| 1er janvier 2009 \| 1 million de pièces \| |                     |
| Gravure sur la tranche :                            | Date : | Tirage :            |
|                                                     | 1er janvier 2009 | 1 million de pièces |

### De 2010 à 2019
| 2010                                               | |                     |
| 200e anniversaire du jardin botanique de Ljubljana | |                     |
|                                                    | La représentation d'une plante de l'espèce Rebrinčevolistna Hladnikija. Sous la plante, à gauche, figure son nom en arc de cercle, HLADNIKIA PASTINACIFOLIA. En cercle autour de l'image est inscrit le nom du pays émetteur SLOVENIJA, le millésime 2010 et la légende 200 LET. BOTANIČNI VRT. LJUBLJANA (200 ans. Jardin botanique. Ljubljana). L'anneau externe de la pièce comporte les douze étoiles du drapeau européen. |                     |
| Graveur : Gorazd Učakar                            | \| Gravure sur la tranche : \| Date : \| Tirage : \| \| \| 10 mai 2010 \| 1 million de pièces \| |                     |
| Gravure sur la tranche :                           | Date : | Tirage :            |
|                                                    | 10 mai 2010 | 1 million de pièces |

| 2011                                                                                  | |                     |
| 100e anniversaire de la naissance du commandant slovène Franc Rozman (surnommé Stane) | |                     |
|                                                                                       | L'effigie de Franc Rozman, surnommé Stane, sur laquelle est apposée, dans la partie inférieure, une étoile à cinq branches. Le nom du pays émetteur SLOVENIJA sépare la partie supérieure et la partie inférieure du côté droit de la pièce. Sous le nom du pays, le millésime 2011 est inscrit verticalement. Dans la partie supérieure sont inscrites verticalement l'un à côté des autres, les mots FRANC, ROZMAN, STANE et, horizontalement, ses années de naissance 1911 et de mort 1944. L'anneau externe de la pièce comporte les douze étoiles du drapeau européen. C'est la première fois que la Slovénie reprend l'iconographie du régime communiste yougoslave sur une pièce de monnaie. |                     |
| Graveur : Edi Berk                                                                    | \| Gravure sur la tranche : \| Date : \| Tirage : \| \| \| 21 mars 2011 \| 1 million de pièces \| |                     |
| Gravure sur la tranche :                                                              | Date : | Tirage :            |
|                                                                                       | 21 mars 2011 | 1 million de pièces |

| 2012                                                                         | |                     |
| 10e anniversaire de la mise en circulation des billets et des pièces en euro | |                     |
|                                                                              | Le dessin au centre de la pièce symbolise la place acquise en dix ans par l'euro, qui est désormais un acteur mondial à part entière, et son importance dans la vie quotidienne, différents aspects étant décrits : les citoyens (représentés par une famille de quatre personnes), le commerce (le bateau), l'industrie (l'usine) et l'énergie (les éoliennes). Le nom du pays émetteur SLOVENIJA est apposé en haut de la pièce. L'anneau externe de la pièce comporte les douze étoiles du drapeau européen. |                     |
| Graveur : Helmut Andexlinger                                                 | \| Gravure sur la tranche : \| Date : \| Tirage : \| \| \| 3 janvier 2012 \| 1 million de pièces \| |                     |
| Gravure sur la tranche :                                                     | Date : | Tirage :            |
|                                                                              | 3 janvier 2012 | 1 million de pièces |

| 2013                                                        | |                     |
| 800e anniversaire de la découverte de la Grotte de Postojna | |                     |
|                                                             | Une spirale commençant par l'inscription POSTOJNSKA JAMA • 1213–2013 • SLOVENIJA (Grotte de Postojna • 1213-2013 • Slovénie) représente la grotte stylisée. L'anneau externe de la pièce comporte les douze étoiles du drapeau européen. |                     |
| Graveur : Matevž Zalar Šmarje Sap                           | \| Gravure sur la tranche : \| Date : \| Tirage : \| \| \| Février 2013 \| 1 million de pièces \| |                     |
| Gravure sur la tranche :                                    | Date : | Tirage :            |
|                                                             | Février 2013 | 1 million de pièces |

| 2014                                                                                                 | |                     |
| 600e anniversaire du couronnement de l'Impératrice du Saint-Empire romain germanique Barbe de Cilley | |                     |
| | La représentation stylisée de Barbe de Cilley et de son sceptre composée par des lignes obliques, entourée par trois grandes étoiles. À gauche, en oblique le nom du pays émetteur SLOVENIJA. À droite, en oblique, le nom BARBARA CELJSKA et les années 1414 - 2014. L'anneau externe de la pièce comporte les douze étoiles du drapeau européen. |                     |
| Graveur : Primož Fijavž Boštjan Botas Kenda Peter Rauch                                              | \| Gravure sur la tranche : \| Date : \| Tirage : \| \| \| 6 octobre 2014 \| 1 million de pièces \| |                     |
| Gravure sur la tranche :                                                                             | Date : | Tirage :            |
| | 6 octobre 2014 | 1 million de pièces |

| 2015                                                                          | |
| 2000e anniversaire de la fondation d'Emona (future Ljubljana) par les Romains | |
|                                                                               | Plan stylisé de la ville sur lequel sont placées les lettres E,M, M, O, A et N permettant de composer le mot EMONA mais aussi son nom latin AEMONA et le chiffre romain MM (2000). Le texte EMONA LJUBLJANA SLOVENIJA et le millésime 2015 longent l'anneau externe en bas et à droite. L'anneau externe de la pièce comporte les douze étoiles du drapeau européen. |
| Graveur : Matej Ramšak                                                        | \| Gravure sur la tranche : \| \| \| |
| Gravure sur la tranche :                                                      | |
|                                                                               | |

| 2015                                                                                     | |                     |
| 30e anniversaire de l'adoption du drapeau européen par l'union européenne, pièce slovène | |                     |
|                                                                                          | Le drapeau européen dessiné grossièrement, entouré par douze bonshommes stylisés. En haut à droite, le nom du pays émetteur SLOVENIJA suivi des années 1985-2015. L'anneau externe de la pièce comporte les douze étoiles du drapeau européen. |                     |
| Graveur : Geórgios Stamatópoulos                                                         | \| Gravure sur la tranche : \| Date : \| Tirage : \| \| \| 4e trimestre 2015 \| 1 million de pièces \| |                     |
| Gravure sur la tranche :                                                                 | Date : | Tirage :            |
|                                                                                          | 4e trimestre 2015 | 1 million de pièces |

| 2016                                               | |                     |
| 25e anniversaire de l'indépendance de la Slovénie, | |                     |
|                                                    | Une reproduction de la fin du deuxième vers de l'hymne national slovène, Zdravljica, écrit par France Prešeren provenant d'un manuscrit barré : dočakat' dan (à voir le jour), en dessous de la mention du pays émetteur REPUBLIKA SLOVENIJA, elle-même en dessous de la légende 25 LET (25 ans). En bas, le millésime 2016. Le noyau de la pièce est traversé par une ligne oblique à l'emplacement d'une des barres obliques du manuscrit. L'anneau externe de la pièce comporte les douze étoiles du drapeau européen. Le dessin a été choisi par le gouvernement parmi les 52 projets reçus entre mars et avril 2015 à la suite d'un concours lancé par la Banka Slovenije. |                     |
| Graveur : Jernej Kejžar                            | \| Gravure sur la tranche : \| Date : \| Tirage : \| \| \| Juin 2016 \| 1 million de pièces \| |                     |
| Gravure sur la tranche :                           | Date : | Tirage :            |
|                                                    | Juin 2016 | 1 million de pièces |

| 2017                                                               | |                     |
| 10e anniversaire de l'introduction de l'euro en Slovénie, en 2007, | |                     |
|                                                                    | Dix hirondelles en vol formant un cercle et symbolisant les 10 années d'utilisation de l'euro. En bas, la légende 10 LET SKUPNE EVROPSKE VALUTE (10 ans monnaie commune européenne). En haut, à gauche, la mention du pays émetteur SLOVENIJA suivie du millésime 2017. L'anneau externe de la pièce comporte les douze étoiles du drapeau européen. |                     |
| Graveur :                                                          | \| Gravure sur la tranche : \| Date : \| Tirage : \| \| \| 1er trimestre 2017 \| 1 million de pièces \| |                     |
| Gravure sur la tranche :                                           | Date : | Tirage :            |
|                                                                    | 1er trimestre 2017 | 1 million de pièces |

| 2018                           | |                     |
| Journée mondiale des abeilles, | |                     |
|                                | Nid d'abeilles en forme de Globe terrestre formé d'alvéoles hexagonales dont certaines sont bouchées de façon à faire apparaître l'hémisphère est et, notamment, la carte de l'Europe et d'une partie de l'Afrique. En haut, à gauche, la légende SVETOVNI DAN ČEBEL (Journée de l'abeille). En bas, à droite, la mention du pays émetteur SLOVENIJA et le millésime 2018. L'anneau externe de la pièce comporte les douze étoiles du drapeau européen. Le dessin a été choisi à la suite d'un concours lancé par la Banque de Slovénie de mars à mai 2017. Trente-six propositions ont été reçues pour cette pièce. Le choix final a été effectué par le gouvernement sur les recommandations d'une commission mise en place par la banque nationale et le ministre des finances et dévoilé en août 2017. |                     |
| Graveur : Janez Bizjak         | \| Gravure sur la tranche : \| Date : \| Tirage : \| \| \| 2e trimestre 2018 \| 1 million de pièces \| |                     |
| Gravure sur la tranche :       | Date : | Tirage :            |
|                                | 2e trimestre 2018 | 1 million de pièces |

| 2019                                                            | |                     |
| 100e anniversaire de la fondation de l'Université de Ljubljana, | |                     |
|                                                                 | Carré similaire au logo d l'Université de Ljubljana surmonté du texte 100 LET UNIVERZE V LJUBLJANI (100 ans Université de Ljubljana) en trois lignes, sur un fond texturé. Le mot LET est placé verticalement. En bas, à droite, la mention du pays émetteur et le millésime SLOVENIJA 2019. L'anneau externe de la pièce comporte les douze étoiles du drapeau européen. Le dessin a été choisi parmi les 23 projets introduits lors d'un concours qui a eu lieu entre le 26 avril et le 31 mai 2018. Une commission spéciale, composée de membres de la Banque de Slovénie et du ministère slovène des finances a déterminé les trois projets les plus méritants. |                     |
| Graveur : Daniela Vidmar Podboj Tomaž Podboj                    | \| Gravure sur la tranche : \| Date : \| Tirage : \| \| \| 4e trimestre 2019 \| 1 million de pièces \| |                     |
| Gravure sur la tranche :                                        | Date : | Tirage :            |
|                                                                 | 4e trimestre 2019 | 1 million de pièces |

### Depuis 2020
| 2020                                                                                       | |
| 500e anniversaire de la naissance du religieux et écrivain slovène Adam Bohorič, vers 1520 | |
|                                                                                            | Reproduction d'un élément de la page de titre de la grammaire slovène d'Adam Bohorič, en latin, Arcticae horulae succisivae, reprenant le texte slovène Vsaki jezik bode Boga spoznal. et, en ombre, sa traduction en latin Omnis lingua confitebitur Deo. (Chaque langue connaître Dieu). Le texte est noté en alphabet Bohorič. En arc de cercle, le nom de l'écrivain et son année de naissance présumée ADAM BOHORIČ 1520 suivi d'une barre oblique, de la mention du pays émetteur SLOVENIJA et du millésime 2020. L'anneau externe de la pièce comporte les douze étoiles du drapeau européen. Le dessin a été choisi sur concours. Lancé le 5 avril 2019 par la Banque de Slovénie, il a permis de recevoir 29 projets, à la fin du processus le 12 mai 2019. Sur proposition d'une commission spéciale, le gouvernement slovène a décerné trois prix. |
| Graveur : Lana Semečnik                                                                    | \| Gravure sur la tranche : \| \| \| |
| Gravure sur la tranche :                                                                   | |
|                                                                                            | |

| 2021                                                                                       | |                  |
| 200e anniversaire de la fondation du Musée régional de Carniole, premier musée en Slovénie | |                  |
|                                                                                            | Le motif est composé de quatre lignes de texte disposées de manière circulaire et superposées, s’inspirant de la décoration de la situle de Vače, vase de bronze conservé dans ce musée, comportant trois frises superposées. Sont mentionnés les différents noms que le musée a porté au cours de ses 200 ans d’existence. Les lignes de texte sont, respectivement du bord vers le centre : KRANJSKI STANOVSKI MUZEJ KRAINISCHSTÄNDISCHES MUSEUM (Musée des domaines de Carniole, en slovène et en allemand) / 1821 DEŽELNI MUZEJ ZA KRANJSKO (Musée régional de Carniole, en slovène, précédé de la date de fondation du musée) / KRAINISCHES LANDESMUSEUM RUDOLFINUM (Musée provincial de Carniole Rudolfinum, en allemand. Le dernier mot rajouté en 1882 en l'honneur du prince Rodolphe) / SLOVENIJA 2021 (nom du pays émetteur et année d’émission). L’anneau extérieur de la pièce comporte les douze étoiles du drapeau européen. |                  |
| Graveur :                                                                                  | \| Gravure sur la tranche : \| Date : \| Tirage : \| \| \| Octobre 2021 \| 1 000 000 pièces \| |                  |
| Gravure sur la tranche :                                                                   | Date : | Tirage :         |
|                                                                                            | Octobre 2021 | 1 000 000 pièces |

| 2022                                                           | |                  |
| 150e anniversaire de la naissance de l’architecte Jože Plečnik | |                  |
|                                                                | Détail de la grande fenêtre de la salle de lecture de la bibliothèque nationale et universitaire, devant laquelle se trouve un pilier. Il est complété par une composition sur trois niveaux formée des lettres A R H / P L E Č / N I K, intégrées à la fenêtre. La composition représente une idée de l’espace qui reflète la richesse des idées de l’architecte. En bas, l’inscription JOŽE PLEČNIK. À gauche, verticalement, l’année 1872. En haut droite, verticalement, le pays d’émission SLOVENIJA et l’année d’émission 2022. L’anneau extérieur de la pièce comporte les douze étoiles du drapeau européen. |                  |
| Graveur :                                                      | \| Gravure sur la tranche : \| Date : \| Tirage : \| \| \| janvier 2022 \| 1 000 000 pièces \| |                  |
| Gravure sur la tranche :                                       | Date : | Tirage :         |
|                                                                | janvier 2022 | 1 000 000 pièces |

| 2022                                                | |
| 35e anniversaire du programme Erasmus, créé en 1987 | |
|                                                     | Tous les pays de l'Union européenne utilisant l'euro émettent une pièce de 2 euros commémorative pour le 35e anniversaire du programme Erasmus. Le philosophe, humaniste et théologien néerlandais Érasme écrivant, d'après le tableau Desiderius Erasmus de Hans Holbein le Jeune, entouré d'une série de lien formant des étoiles et le nombre 35. Sur son flanc, les années 1987-2022, les mots PROGRAM ERASMUS et la mention du pays émetteur SLOVENIJA. L'anneau externe de la pièce comporte les douze étoiles du drapeau européen. |
| Graveur : Joaquin Jimenez                           | \| Gravure sur la tranche : \| Tirage : \| \| \| 1 million de pièces \| |
| Gravure sur la tranche :                            | Tirage : |
|                                                     | 1 million de pièces |

| 2023                                                |  |
| 150e anniversaire de la naissance de Joseph Plemelj |  |
|                                                     |  |

## Compléments